# F-duct

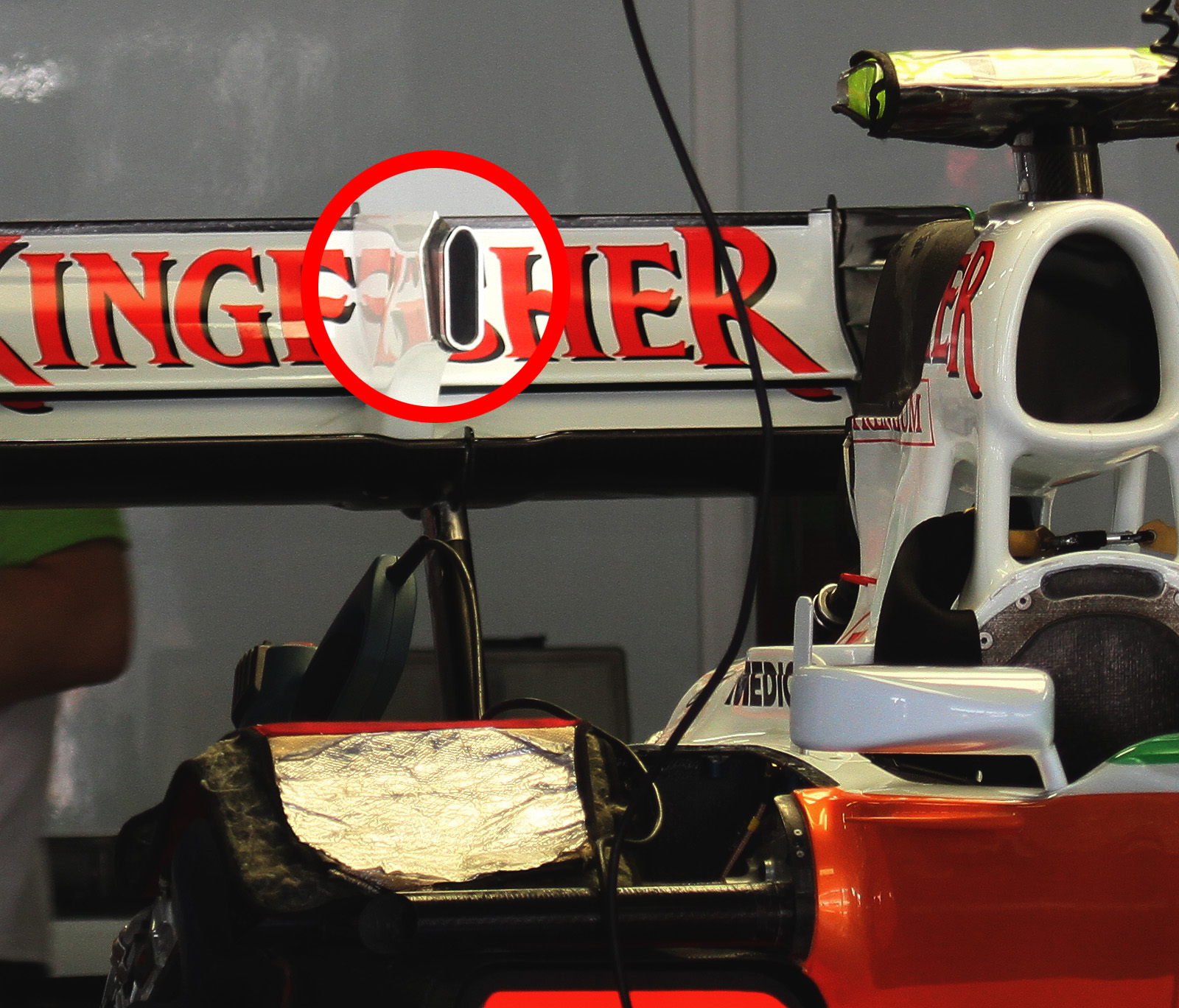
F-duct slot op achterste vleugel Force India VJM03

De F-duct is een systeem dat gebruikt werd in de Formule 1 om de topsnelheden op rechte stukken te verhogen. Het werd in 2010 geïntroduceerd door het team van McLaren maar is vanaf het seizoen 2011 verbannen.

## Het principe
Het systeem maakt gebruik van een soort luchtinlaat op de auto. De coureurs kunnen met een lichaamsdeel (hand, arm of knie) ervoor zorgen dat de lucht, die via de luchtinlaat wordt aangevoerd, de auto langs achter verlaat en zo de downforce vermindert waardoor een hogere topsnelheid bereikt kan worden. 

## McLaren
Het was McLaren die het systeem in 2010 introduceerde en er successen mee boekte. Doordat zij het systeem voor het begin van het seizoen hadden, konden ze deze in de monocoque van de auto verwerken. Andere teams, waaronder eerst Ferrari en Sauber, bootsten meteen het systeem na maar ondervonden hierbij moeilijkheden, doordat teams tijdens het seizoen geen zaken aan de monocoque mogen aanpassen (wegens de kostenbeperking). Na een paar races maakten de meeste teams gebruik van het systeem en verloor McLaren zijn voordeel op snelheidscircuits.